# Tenis Club Român Bukareszt
Tenis Club Român București – nieistniejący rumuński zespół rugby z siedzibą w Bukareszcie, jedenastokrotny mistrz kraju.
Klub został założony 2 maja 1910 roku. 8 września 1913 r. rozegrał spotkanie ze stołecznym Sporting Club uważane za pierwszy oficjalny mecz rugby w Rumunii. W roku następnym został pierwszym mistrzem kraju pokonując w dwumeczu tę samą drużynę, a tytuł utrzymał również przez kolejne dwa lata. TCR trzykrotnie z rzędu został najlepszą drużyną Rumunii w latach 1921–1923, następnie w 1927, a ostatnie cztery tytuły zdobył co dwa lata pomiędzy 1936 a 1942. Po zakończeniu sezonu 1946/47 klub został rozwiązany.

## Sukcesy
- Mistrzostwo Rumunii (11):  1914, 1915, 1916, 1921, 1922, 1923, 1927, 1936, 1938, 1940, 1942

## Inne sekcje
Inne sekcje klubu obejmowały między innymi lekkoatletykę, kajakarstwo, piłkę nożną, pływanie, sporty zimowe, szermierkę, tenis i strzelectwo.